# Il tempo dei lupi
Il tempo dei lupi (Le temps du loup) è un film del 2003 diretto da Michael Haneke, presentato fuori concorso al 56º Festival di Cannes.

## Trama
Una classica famiglia (padre, madre, figlio e figlia) si reca nella propria casa di campagna, ma la trova già occupata da alcuni sconosciuti. Il capofamiglia viene freddato a fucilate, la moglie e i suoi due figli molto giovani, scacciati. Per i superstiti inizia un'odissea angosciante: anche i dintorni sono inospitali, la gente del paese è asserragliata nelle case, nessuno dà ospitalità alla donna. Diventa difficile procurarsi da mangiare e trovare un riparo. Inoltre il bambino soffre di momenti quasi catatonici, ancora sconvolto dalla morte violenta del padre. Più avanti si uniscono ad un gruppo di profughi rifugiati in una stazione ferroviaria, in perenne attesa che arrivi un treno su cui cercare di salire per cercare salvezza altrove. Cosa sia successo intorno a loro, non è dato sapere. Una catastrofe indefinita ha reso gli uomini simili ai lupi. L'ambiente è costantemente nebbioso, i mezzi di sostentamento scarseggiano, tutto diventa strumento di baratto. In mezzo a comportamenti violenti e criminali, o semplicemente a manifestazioni di isteria e di egoismo, si distinguono anche comportamenti di generosità ed altruismo. Proprio in relazione a queste condotte (nelle scene finali, un uomo interviene salvando la vita al figlio della protagonista, che sta per gettarsi nel fuoco e facilitare la sopravvivenza alla madre e la sorella) si apre uno spiraglio di salvezza, coerente con le immagini finali, che mostrano una campagna deserta ripresa dai finestrini di un treno.

## Accoglienza

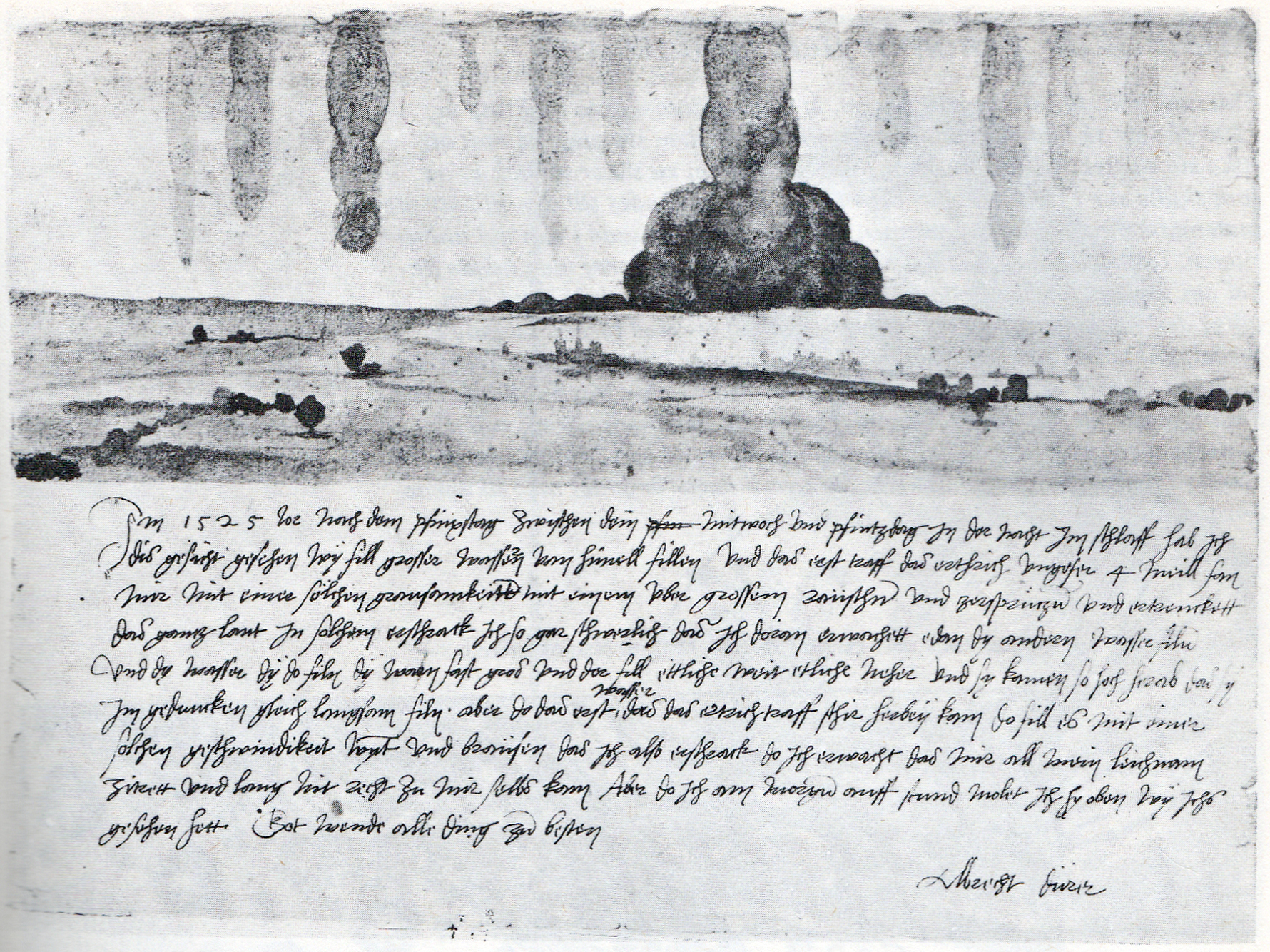
Il sogno di Durer (1525), Vienna, Kunsthistorisches Museum, immagine e testo in simbiosi. L'opera del pittore tedesco si trova in due inquadrature fisse nella parte centrale del film, rispettivamente di quattro e otto secondi

Roberto Nepoti su La Repubblica annota il legame del film con la letteratura quando scrive: «A volergli dare un senso univoco, Il tempo del lupo è una storia di formazione e santità. Vi si parla dei 36 saggi della parabola ebraica, citati da Borges: quelli che sulle spalle reggerebbero il peso del mondo». La storia propone in ogni caso l'arte come forma di consolazione e di resistenza, come quando Eva appena può scrive una lettera ideale al padre che era stato ucciso all'inizio del film, o quando chiede a un compagno di sventura di poter avere in prestito per un po' di tempo il suo lettore di audiocassetta per poter ascoltare musica. Quando Eva, alla prima occasione che le si presenta, scrive la lettera al padre, che poi la madre, Anne, ritroverà e avrà occasione di leggere, l'immagine si ferma in un primo momento per quattro secondi poi, sempre nella parte centrale del film, altri otto sull'immagine in simbiosi con il testo del terribile Sogno di Dürer «della penultima notte di maggio 1525».